# Новицкий, Евгений Григорьевич
Евге́ний Григо́рьевич Нови́цкий — российский предприниматель и учёный, бывший президент холдинга АФК «Система» (1995—2005). На январь 2018 года является одним из руководителей оборонного концерна «РТИ Системы», председателем Попечительского совета Фонда содействия научно техническому прогрессу МГТУ им. Баумана.

## Биография
Родился 19 ноября 1957 года в г. Асино Томской области в семье рабочих.
В 1980—1985 годах учился в МВТУ им. Баумана (в то время училище) по специальности «производство летательных аппаратов». После окончания учёбы остался работать в вузе на должности «инженер-математик», в 1987 году поступил в аспирантуру, в которой учился до 1990 года. В этот период принял участие в разработке научно-технических проектов оборонной промышленности и получил степень кандидата технических наук.
В 1989—1990 годах также изучал управленческую деятельность в МГИМО и Манчестерской бизнес-школе. Написал серию научных работ, среди которых монографии «Управление рисками информационной безопасности в крупных диверсифицированных корпорациях» и «Стратегический менеджмент в диверсифицированных корпорациях».

## Деятельность
В период с 1991 по 1995 год Новицкий возглавлял группу инженеров и предпринимателей, которая занималась выпуском вычислительной техники на заводе «Квант» в Зеленограде — производились персональные компьютеры из зарубежных, а также отечественных комплектующих.
В 1995 году Новицкий стал одним из руководителей вновь созданного холдинга АФК «Система» (владельца сотового оператора МТС). С 1995 по 2005 год Евгений Новицкий занимает должность президента холдинга, с 2005 по 2006 год — председателя Совета директоров. С 2006 по 2013 член Совета директоров, в 2011—2013 годах — независимый директор «Системы». Будучи одним из руководителей холдинга, совместно с консалтинговым агентством Deloitte & Touche внедрил долгосрочную стратегию «Системы», выведя её на IPO.
В 2012 году участвовал в приобретении акций компании «Уралнефтегазпром».
C 2013 года Евгений Новицкий является одним из руководителей входящего в холдинг радиоэлектронного концерна «РТИ Системы», выпускающего электронику военного и гражданского назначения — с 2015 по 2016 год председатель Совета директоров, с 2016 — заместитель председателя.
Также занимается благотворительностью: финансированием операций тяжелобольных детей по схеме Last Call, поддержкой ветеранам войн новейшего времени, благотворительным спортивным марафонам.
Подозревается ФБР США в отмывании средств для «Солнцевской» ОПГ.
21 июня 2024 г. Новицкий задержан в связи с расследованием уголовного дела экономического характера.Новицкому были предъявлены обвинения  в сoвершении шeсти прeступлений, прeдусмотренных ч. 4 ст. 159 УК РФ (мoшенничество в осoбо крупнoм рaзмере). Предприниматель якобы разработал в составе группы лиц план по хищению средств AО "НПФ "Урaл ФД". Согласно версии обвинения, бизнесмен якобы намеревался пoд видoм приoбретения ликвидныx цeнных бумaг на биржeвых тoргах пoхитить дeнежные срeдства компании, перeчисленные в кaчестве oплаты за цeнные бумaги, пo зaвышенной стoимости, на нерынoчных услoвиях.

## Международные санкции
В 2022 году на фоне вторжения России на Украину попал под персональные санкции США и Австралии.

## Награды
- Почётная грамота Московской Городской Думы (11 декабря 2024) — за заслуги перед городским сообществом[10]